# Thomas Betterton
Thomas Patrick Betterton, född 1635, död den 28 april 1710, var en engelsk skådespelare och teaterledare. Han var gift med Mary Saunderson.
Betterton var barockens store skådespelare i England och skapare av sin tids efter franskt mönster utvecklade deklamatoriska stil, hos honom själv buren av djup lidelse, innerlig värme och starkt temperament. 
Bland hans roller märks Hamlet, Macbeth, Kung Lear, Othello, Richard III, Henrik VIII, Timon av Aten, Falstaff i Muntra fruarna i Windsor, Jaffir i Venise preserved och Oidipus i Kung Oidipus.
Betterton var Englands förste teaterteoretiker, och hans ledning av The Duke's Theatre i Dorset Garden kom att bilda epok. Han ledde Duke's Company (The Duke's Theatre) efter William Davenant 1668-1682 och sedan United Company 1682-1688. År 1695 lämnade han United Company tillsammans med teaterns främsta skådespelare och bildade sitt eget sällskap; först på Lincoln's Inn Fields Playhouse och slutligen på Her Majesty's Theatre från 1705.